# 多田俊哉
多田 俊哉（ただ としや、1960年11月21日 - ）は、日本の実業家、教育者、著作家。一般社団法人日本オリーブオイルソムリエ協会代表理事、株式会社イデアファクトリー代表取締役社長。

## 略歴
東京都大田区生まれ。国際基督教大学を卒業後、モルガン銀行入行。ニューヨーク本店、東京支店勤務を経てビッグバン直前に金融の世界から離れ、西本貿易株式会社（現在の西本ウィスメタックホールディング）に請われて入社、新規事業開発、管理部門の長を歴任。その間に大手外食チェーン向けの果実青果販売を一手に引き受け、メニュー開発等にも関与。その経験を買われ、大前研一が主宰するベンチャー企業投資育成会社である大前ビジネスディベロップメンツに経営参画。40歳を前に独立し、経営コンサルティング企業として株式会社イデアファクトリーを設立し、代表取締役に就任。大手食品、医薬品企業の経営コンサルティング業務を行う傍ら、中小企業の育成にも力を注ぎ、大正製薬、小林製薬、電通等との合弁企業を設立し、代表取締役、取締役等を歴任する。
2009年に食の消費者啓蒙に関する新しいグローバルスタンダードを構築する一環として、一般社団法人日本オリーブオイルソムリエ協会を設立、代表理事・理事長に就任。同年、消費者やオリーブオイルのユーザーを対象としたオリーブオイルソムリエの教育プログラムを開始する。2012年には日本で初めてとなる国際的なオリーブオイルの品評会 OLIVE JAPAN International Olive Oil Competition を開催、世界主要オリーブオイル生産国から出品を集め、2018年開催では世界でトップクラスの品評会となった。また2011年には日本人として初めて海外のオリーブオイル品評会の審査員としてイスラエルのTerra Olivo国際オリーブ品評会に参加、スペイン・マドリッドで毎年開催されるWorld Olive Oil Exhibitionでのゲスト講演、同じくバルセロナでの国際オリーブ学会での基調講演など、日本だけではなく海外の主要オリーブ産地にもその活動の輪を広げている。
2018年1月には、養成したオリーブオイルソムリエ有資格者が500名を超え、また日本オリーブオイルソムリエ協会でオリーブオイルを学んだ専門家が1500名を超えた。

## 人物
無類の食通として知られるが、常々消費者に提供される食材のトレーサビリティの無さを嘆いていた。日本オリーブオイルソムリエ協会で学ぶ受講生には、協会を始めるときに、その題材をオリーブオイルにするかチョコレートにするか、あるいはチーズやコーヒーなどにするかさんざん迷った挙句、ヨーロッパのあらゆる調理の中心を占めるオリーブオイルに的を絞った、と語っている。いずれも多田から見れば、その品質や価値において、正しい情報と品質が消費者にきちんと提供されていない食品の代表例だとされる。
食の安全安心に寄与する強い信念は、西本貿易時代に外食産業向けに輸入レモンなどの供給を手掛けたときに培われたという。おりしも農薬やポストハーベスト農薬問題で、輸入果実は多くの誤解と誤った情報が錯綜し、消費者には正しい情報はほとんど伝わらなかった。声をあげても、売り手としての見解で片づけられてしまう口惜しさに唇を噛んだという。その時の経験から、日本オリーブオイルソムリエ協会を設立する際に真っ先に立てた誓いは、オリーブオイルの教育啓蒙者として、決して自分自身ではオリーブオイルの輸入や販売には一切たずさわらない、というものだった。自らの公平中立性を担保しそれを広く世に公表することで、自分たちの発信する情報が信頼に足るものであることを立証したかったのである。
2016年に出版した『そのオリーブオイルは偽物です』（小学館）でマスコミの注目を集め、テレビやラジオの取材が殺到した時も、出演によって自らの名前が著名になることよりもオリーブオイルの本当の美味しさが一人でも多くの消費者に伝わることを志向し、極力匿名の取材での情報発信に徹した。それでも、請われて日本テレビ系の『おしゃれイズム』（2014年8月10日放送）に出演した時には、出演者の森泉に「わたし、オリーブオイルはあまり好きじゃない」と言われ、あれには参った！と後に述懐していた。

## 経歴
- 海城高等学校（東京都新宿区）卒業。
- 国際基督教大学教養学部（東京都三鷹市）卒業。
- モルガン銀行（現在のJP Morgan Chase)入行。
- 2002年12月 株式会社イデアファクトリー設立、代表取締役に就任。
- 2005年1月 日本オリーブオイルソムリエ協会創立。
- 2009年7月 日本オリーブオイルソムリエ協会を一般社団法人として法人化設立、代表理事に就任。
- 2012年4月 OLIVE JAPAN 国際オリーブオイルコンテスト創設。開催実行委員長に就任。
- 2014年4月 OLIVE JAPAN オリーブオイルソムリエコンクール創設。審査委員長に就任。

## 賞歴
- 2011年 Terra Olivo 国際オリーブオイルコンテスト最優秀審査員。

## 著作
- 『日本オリーブオイルソムリエ協会ジュニアオリーブオイルソムリエコース教課本』、『同オリーブオイルソムリエコース教課本』、『同マスターソムリエコース教課本』、『同オリーブオイルアドバイザー講座教課本』、『同マスターテイスターコース教課本』、『同マスターミラー講座教課本』、『同マスターグロワー講座教課本』（2009 - 18年 日本オリーブオイルソムリエ協会刊）
- 『そのオリーブオイルは偽物です[1]』（2016年 小学館刊）
- 『オリーブオイルの至福[2]』（2016年 小学館）
- 『オリーブオイルで絶品！肉料理[3]』（2017年 小学館)
- 『決定版！本物のオリーブオイルはこれを選びなさい[4]』（2018年 小学館）
- 月刊『油脂』、月刊『食品工業』、読売新聞、朝日新聞、日本経済新聞、毎日新聞、産経新聞、油業報知新聞等に寄稿多数

## 出演
- はなまるマーケット（TBSテレビ、2011年）
- FUTURESCAPE（FM横浜、2011年）
- おしゃれイズム[5]（日本テレビ、2014年）
- 荒川強啓 デイ・キャッチ![6]（TBSラジオ、2015年）
- 林先生が驚く初耳学![7]（毎日放送、2016年）
- あさイチ!（NHK、2016年）
- 旬感!Qアプリ（琉球朝日放送、2016年）